# جدل المناورات العسكرية الروسية 2022
جدل المناورات العسكرية الروسية يتعلق بالتدريبات المقترحة في المحيط الأطلسي جنوب غرب جمهورية أيرلندا في المياه الدولية ولكن داخل المنطقة الاقتصادية الأيرلندية الخالصة في الفترة من 3 إلى 8 فبراير 2022. يشارك في التمرين كل من البحرية الروسية والقوات الجوية الروسية.

## ردود فعل إيرلندا
قال متحدث باسم وزارة الخارجية إن الوزارة كانت على علم بالتدريبات وأثارت «مخاوف» مع موسكو. قال سيمون كوفيني وزير الخارجية ووزير الدفاع للسفير الروسي إن التدريبات مسموح بها لكن التوقيت والموقع «غير مرغوب فيهما». قالت كاتال بيري من فريق تي دي في كيلدير ساوث إن التمرين يمثل تهديدًا محتملاً للسيادة الأيرلندية وأن القوات المسلحة كانت تعاني من نقص الموارد.
قالت سوركا كلارك المتحدثة باسم الدفاع عن شين فين وخبيرة الدفاع في لونجفورد-ويستميث إنها «قلقة للغاية» من التدريبات. كما انتقدت عدم كفاية الرادار ونقص التمويل لقوات الدفاع.

### احتجاجات الصيادين
قال بات مورفي الرئيس التنفيذي لمنظمة آيرلندية الجنوبية والغربية لمنتجي الأسماك إن بعض الأعضاء خططوا لتعطيل التدريبات بشكل سلمي. تحدث مع مسؤول روسي قال إنه سيكون «متهورًا» بالنسبة لهم إرسال قوارب. قال مورفي إنه أكد للمسؤول أن القوارب لن تتعامل مع السفن الروسية، لكنها ستصطاد في مناطقها التقليدية، وإذا كان لهذا تأثير على التمرين فسيتم اعتباره احتجاجًا سلميًا. قال إنه بعد محادثة هاتفية ثانية مع السفارة تم إخطاره بأن السفارة ستبلغ الحكومة الأيرلندية في 27 يناير بأن التدريبات مستمرة وأن من واجب الحكومة الأيرلندية إبقاء قوارب الصيد الأيرلندية بعيدة عن المنطقة المحددة. قال مورفي إن المنظمة شعرت بالذهول من هذا.
في 27 يناير 2022 التقى ممثلو إيسوفبو بالسفير يوري فيلاتوف للتعبير عن مخاوفهم بشأن تأثير التدريبات على مناطق الصيد. ومن المتوقع أن يشارك في الاحتجاج ما يصل إلى 60 سفينة. بعد الاجتماع قال الممثلون إنه تم الاتفاق على «منطقة عازلة» بين مناطق الصيد والمنطقة التي تجري فيها التدريبات.
في اليوم التالي نفت السفارة الروسية أن يكون قد تم التوصل إلى أي اتفاق من هذا القبيل وأنه يجب على الصيادين «الامتناع عن أي أعمال استفزازية».

## ردود الفعل الدولية
قال السفير الفرنسي فينسينت جيريند إن التمرين «غير مفيد وغير مرحب به» وعرض الدعم الفرنسي لأيرلندا.

## إعلان نقل التدريبات
في 29 يناير 2022 أعلن سيمون كوفيني في تغريدة أنه تلقى ردًا من وزير الدفاع الروسي يوافق على طلبه بنقل التدريبات خارج المنطقة الاقتصادية الأيرلندية الخالصة.